# 榜鵝坊站
榜鵝坊輕軌站（英語：Punggol Point LRT Station，代號PW3）是榜鵝輕軌上的一個車站，由新捷運經營。

## 取名
本站取名榜鵝坊輕軌站因為本站位於榜鵝坊。

## 車站結構
| L3 | 1站台              | 榜鵝輕軌 A線經西環外圈往榜鵝方向（德利站） |
| L3 | 島式月台，右側開門 |                                            |
| L3 | 2站台              | 榜鵝輕軌 B線經西環內圈往榜鵝方向（山姆站） |
| L2 | 大廳               | 驗票口、自動售票機                         |
| L1 | 地面               | 榜鵝路                                     |

## 出口
| 出口編號 | 建議前往的目的地 | 照片 |
| -------- | ---------------- | ---- |
| A        |                  |      |
| B        |                  |      |